# پیتر براون (تاریخ‌دان)
پیتر براون (انگلیسی: Peter Brown؛ زادهٔ ۲۶ ژوئیهٔ ۱۹۳۵) مورخ، و استاد دانشگاه در دانشگاه پرینستون اهل جمهوری ایرلند است.
وی همچنین برندهٔ جوایزی همچون برنامه یاران مک‌آرتور، جایزه بالزان، و کمک‌هزینه گوگنهایم شده‌است.